# Яз (село)
Яз — село в Большеболдинском районе Нижегородской области. Относится к Новослободскому сельсовету, расстояние по автодорогам: от центра сельсовета — в 9 км, от районного центра — в 18 км. Расположено на берегу речки Язовки (приток Алатыря).

## Название
Название села, как и реки Язовки, на которой расположено село, происходит, вероятно, от слова яз — орудие для ловли рыбы, род плетня поперек реки.
В исторических документах XVIII—XIX веков в названии села присутствует слово Болдино. Так, например, на «Плане генерального межевания Лукояновского уезда за 1778—1796» село называется Болдино Яз тож, а в «Списке населенных мест Нижегородской губернии за 1859 год» именуется Яз (Болдино). Впоследствии эта часть названия перестала употребляться, и уже в «Памятной книжке Нижегородской губернии за 1895 год» село называется просто Яз.

## История
До XX века
По легенде,
село было основано волжскими казаками из остатков дружины Степана Разина, однако документальных подтверждений этому нет.
Известно, что в прошлом село было казённым (не владельческим) и состояло из государственных крестьян. Это крестьянское сословие в России было образовано из бывших черносошных крестьян, живших на казённых землях. Крестьяне считались лично свободными и управлялись Министерством государственных имуществ. Жители села платили налог государству дубом, шерстью, мёдом, маслом и другими продуктами.
В 1869 году в селе Яз была заложена каменная трёхпрестольная церковь в честь Покрова Пресвятой Богородицы.
Организацией строительства храма занимался местный священник Порфирий Петрович Коринфский.
В 1874—1875 годах были освящены два придела, была построена каменная ограда вокруг церкви, закуплены и подняты два колокола — в 100 пудов и в 32 пуда. Храм был освящен 29 сентября 1891 года.
Об освящении главного престола в новоустроенном храме села Яз Лукояновского уезда сообщали «Нижегородские епархиальные ведомости»:
...В четыре часа пополудни 28 сентября ударил большой колокол к параклису Божией Матери, после которого почти тотчас началось торжественное всенощное бдение в новом храме. Сонм священнослужителей (10 священников во главе с местным благочинным и 3 диаконами), стройное пение двух хоров певчих — Кочкуровского и Большеболдинского — благолепие обширного храма с полным его освящением — все это приводило в восторг и умиление простые верующие души богомольцев. 29 сентября до утрени церковь была полна народу, ждали молитвы. За утреней следовала ранняя литургия, которая была отправлена благочинным четвертого Сергачского округа села Илларионова священником Павлом Петровичем Коринфским в сослужении с священниками А. Г. Никольским и А. П. Коринфским. В 9 часов утра началось самое торжество освящения храма...
Храм просуществовал до 1932 года, после чего здание церкви использовалось в качестве школы.
В 2000 году Покровская церковь была признана памятником градостроительства и архитектуры (документ о приобретении статуса — приказ от 24 апреля 2000 года № 5-ОД).
XX век
В годы Советской власти в селе было два колхоза: «Первое Мая» и «Имени Чапаева», оба были организованы в 1930 году.
Для обеспечения колхозов хлебом в Язу имелась собственная пекарня и мельница, ферма для крупного рогатого скота, овец, кур и лошадей. В селе была пасека на 200 ульев, свой тракторный стан, кузница и кирпичный завод.
В январе 1952 года два язовских колхоза были объединены. В 1959 году произошло объединение с совхозом «Новослободский».

## Современность
В 60-х годах XX века начался отток населения, пик пришёлся на 70-е—80-е годы. Несмотря на то, что 1992 году до Яза была проложена асфальтированная дорога и было принято решение строить дома для молодых семей, желающих поселиться здесь не было. В настоящее время село находится на грани исчезновения: колхоз не существует, здание церкви в полуразрушенном состоянии, единственный магазин в селе не работает.

## Население
В прошлом Яз был довольно многонаселённым, так в конце XIX — начале XX века здесь проживало около 3000 человек. Из-за того, что село было достаточно протяжённым, и земель под постройку жилья не хватало, люди уходили осваивать новые места. Так появились выселки хутор Летяев и Разбужай.
В настоящее время (2010) в селе Яз на постоянной основе проживают всего 22 человека.
| Год             | 1859  | 1895  | 1916  | 1925  | 1989 | 2002 | 2010 |
| --------------- | ----- | ----- | ----- | ----- | ---- | ---- | ---- |
| Население, чел. | 1 759 | 2 366 | 2 937 | 2 655 | 109  | 44   | 22   |
| Мужчины         | 838   | 1 117 | ?     | ?     | 32   | 14   | 10   |
| Женщины         | 921   | 1 249 | ?     | ?     | 77   | 30   | 12   |

## Известные уроженцы
Максим Кузьмич Шестаков — Герой Советского Союза, участник Великой Отечественной войны, командир батальона, гвардии майор.